# Aspern
Aspern – część Donaustadt, 22. dzielnicy Wiednia.

## Historia
Rejon Aspern należy do najstarszych zasiedlonych terenów współczesnego Wiednia. Pierwsza wzmianka o Asparn pochodzi z roku 1258. 
W roku 1904 formalnie niezależna wioska została przyłączona do 21 dzielnicy zwanej Floridsdorf i stała się częścią Wiednia. W roku 1946 Aspern stało się częścią nowo-utworzonej 22 dzielnicy zwanej Donaustadt. Aspern znane jest głównie jako miejsce Bitwy w Aspern, którą stoczono 21 i 22 maja 1809 roku w pobliskim Lobau. W bitwie tej armia austriacka pod wodzą Arcyksięcia Karola odparła najazd wojsk Napoleona. W roku 1858 postawiono przed kościołem Św. Marcina rzeźbę kamiennego lwa, która ma upamiętniać tę bitwę. 
W roku 1912 otworzono lotnisko w Aspern, które było centrum austriackiego lotnictwa cywilnego i wojskowego aż do II wojny światowej. Po wojnie korzystały z niego radzieckie wojska okupacyjne. Lotnisko zostało zamknięte w roku 1977, kiedy to otworzono lotnisko Port lotniczy Wiedeń-Schwechat. Na miejscu dawnego lotniska wybudowano w roku 1982 fabrykę silników Opla. W roku 2004 Opel przekazał część swych terenów w darze na potrzeby Helikopterowych Służb Ratowniczych Christophorus 9, działających w ramach ÖAMTC, największego klubu automobilowego Austrii.

## Seestadt Aspern
W pobliżu dzielnicy Aspern od 2009 roku budowane jest nowe osiedle o nazwie Seestadt Aspern, którego ukończenie jest planowane na 2028 rok. Docelowo ma w nim zamieszkać 20 tys. osób i ma tam się znaleźć 20 tys. miejsc pracy. Jest to największy projekt urbanistyczny w Europie w drugiej dekadzie XXI wieku.